# Aéroport Juan Pablo Pérez Alfonso
L'aéroport Juan Pablo Pérez Alfonso (code IATA : VIG • code OACI : SVVG) est un aéroport qui dessert la ville d'El Vigía dans l'État de Mérida au Venezuela.

## Situation
| Barcelona Barquisimeto Caracas Ciudad · Bolívar Ciudad Guayana Mérida Coro Cumaná El Vigía Maracaibo Porlamar Puerto · Ayacucho Punto Fijo San Fernando de Apure San Tomé Valencia Los Roques La Fría Maturín Canaima |

## Compagnies et destinations
| Compagnies         | Destinations                                           |
| ------------------ | ------------------------------------------------------ |
| Aerolineas Estelar | Caracas-Maiquetía                                      |
| Aeropostal         | Caracas-Maiquetía                                      |
| Avior Airlines     | Caracas-Maiquetía                                      |
| Conviasa           | Caracas-Maiquetía, Porlamar-Del Caribe Santiago Mariño |
| LASER Airlines     | Caracas-Maiquetía                                      |
| RUTACA Airlines    | Caracas-Maiquetía                                      |

Édité le 07/04/2018  Actualisé le 6/12/2023